# Johannes Voorhout

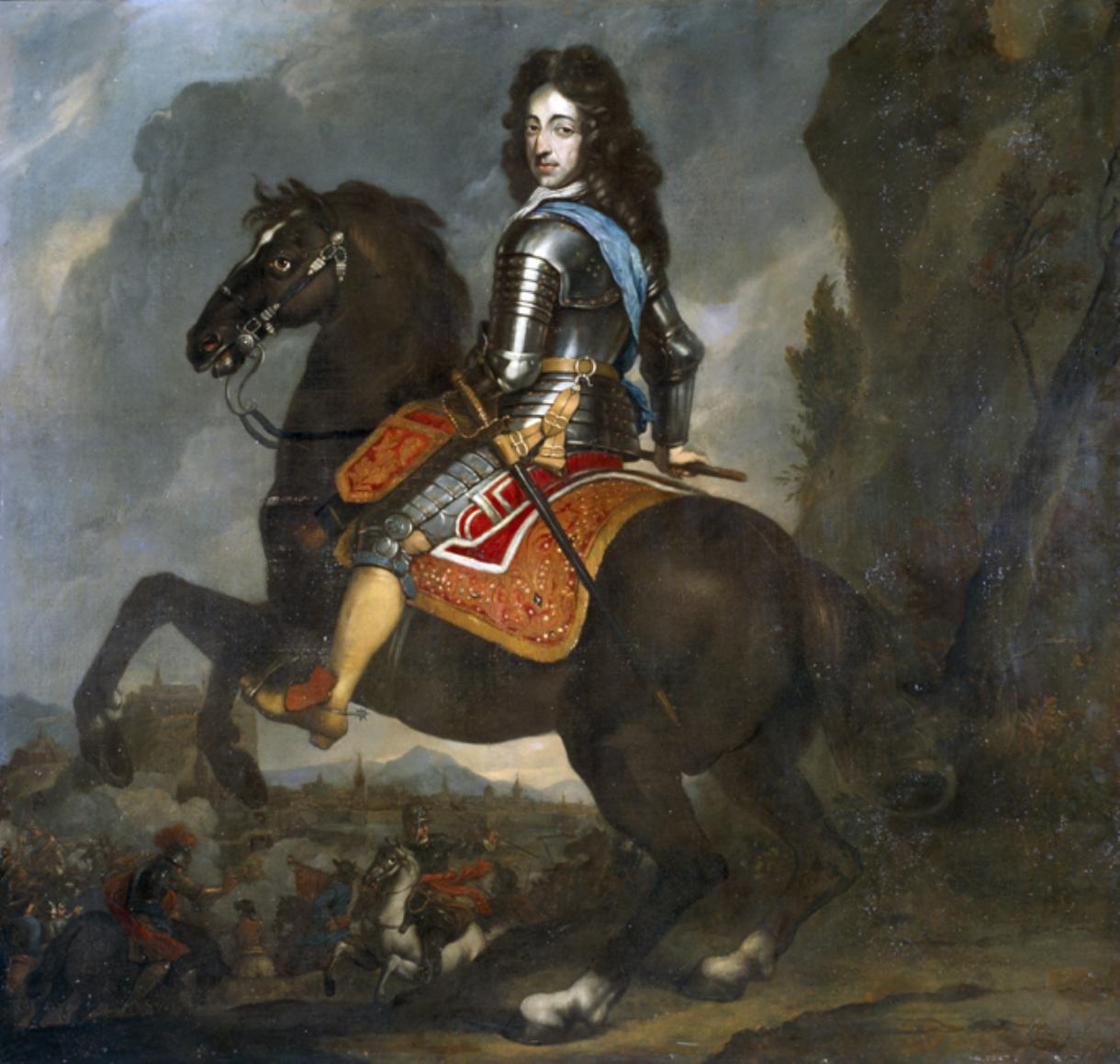
Portret Wilhelma III Orańskiego na koniu, Groninger Museum, 1656

Johannes Voorhout (ur. 11 listopada 1647 w Uithoorn, Holandia Północna, zm. 12 maja 1723 w Amsterdamie) – holenderski malarz i rysownik barokowy.
Był synem zegarmistrza, początkowo mieszkał i pracował w Goudzie i Amsterdamie. W 1672 podczas inwazji Francji na Holandię wyjechał do Niemiec. Mieszkał w początkowo we Friedrichstadt, później przeniósł się do Hamburga. W 1677 powrócił od ojczyzny i osiedlił się na stałe w Amsterdamie. Jego uczniem był niemiecki malarz kwiatów Ernst Stuven (ok. 1657–1712).
Johannes Voorhout był typowym reprezentantem późnego malarstwa holenderskiego, malował portrety, sceny rodzajowe, historyczne i mitologiczne.
W latach 30. XX wieku fragment obrazu Voorhouta Portret Wilhelma III Orańskiego na koniu wykorzystano na banknocie 500 guldenowym.
W Muzeum Narodowym w Warszawie znajduje się przypisywany malarzowi obraz Skrzypek.